# Muro de la Parroquieta de la Seo
El muro de la Parroquieta de la Catedral del Salvador de Zaragoza cierra magníficamente la capilla de la Parroquieta, proyectada por el arzobispo Lope Fernández de Luna como su sepulcro, en el siglo XIV.

## Descripción
Es una de las obras más conocidas del mudéjar aragonés, construido en 1374. Se trata de un gran tapiz policromo en donde se combinan cintados, ladrillos, arquerías, cerámica y decoración de colores vistosos. Destaca el escudo de Lope Fernández de Luna, patrocinador de la obra.
La parte inferior posee un ancho friso de arcos mixtilíneos entrelazados y una faja decorada con rombos, en la que se abren dos grandes ventanas góticas y un paño de combinaciones geométricas. Fue obra de maestros aragoneses y alarifes sevillanos como García Sánchez y Lop.